# Astenosfera

Przekrój Ziemi

Astenosfera (warstwa Gutenberga) – warstwa o grubości około 100 km, położona w górnej części płaszcza ziemskiego, tuż pod litosferą.
Górna granica astenosfery leży na głębokości od 10 do 100 km, dolna na głębokości 350-400 km (górna 50-70 km pod oceanami i do 120 km pod kontynentami, dolna odpowiednio 400 i 250 km.
Od dołu ogranicza ją nieciągłość Golicyna.
Materiał skalny w warstwie astenosfery jest częściowo stopiony. Ma dużą lepkość i jest plastyczny.
Według teorii tektoniki płyt konwekcja w płaszczu Ziemi umożliwia przemieszczanie płyt tektonicznych litosfery i wędrówkę kontynentów. Ruch płyt możliwy jest właśnie dzięki plastycznej astenosferze, która oddziela ruch płyt od ruchu konwekcyjnego poniżej. Astenosferę od jądra Ziemi odgradza mezosfera. Astenosferę uważa się za główny poziom tworzenia się ognisk magmy i główne źródło procesów magmowych.
Materiał płaszcza zachowuje się w geologicznej skali czasu jak płyn nienewtonowski i jego właściwości zależą zarówno od temperatury, jak i od prędkości deformacji. Oznacza to, że granice astenosfery mogą zmieniać się zarówno wskutek zmian temperatury, jak i prędkości deformacji.